# Брендон-Хилс
Брендон-Хилс (Брендонские холмы, англ. Brendon Hills) — ряд холмов в западном Сомерсете, Англия. Холмы сливаются в восточной части Эксмура и входят в национальный парк Эксмур. Самая высокая точка холмов — Лайп-Хилл высотой 423 м над уровнем моря. Вторая по высоте точка находится в нескольких километрах к юго востоку и составляет 411 м. Обе точки обозначены на картах как тригонометрические пункты и находятся в закрытых сельхозугодьях. Ранние версии названий включают имя Brunedun и Brundon, отражающие старые имена Bruna или Brune в значении «бурый, коричневый». Слово дан (dun) в староанглийском означает довольно плоские и обширные возвышенности. Название холмов не связано с селом Брендон в графстве Девон, название которого имеет иное происхождение.
Территория разбита рядом глубоко врезавшихся в холмы ручьёв и рек, которые текут преимущественно на юг, и впадают в реку Хаддео, приток реки Экс Холмы довольно интенсивно обрабатываются, в отличие от соседних возвышенностей Эксмура и Квантокских холмов. Брендонские холмы в основном сформированы из сланцев Морте, весьма плотных с последовательными разломами и складками осадочных пород Девонского периода. С востока и запада две скалы антиклиналей/синклиналей известны как Брендон Антиклайн (Brendon Anticline) и Брендон Синклайн (Brendon Syncline). Двойная складка смещения пород на северо-северо-западе — юго-юго-востоке переходят в складочную систему Тимберскомб (Timberscombe Fault System). На протяжении многих веков здесь добывают полезные ископаемые, в частности, железную руду, из которой добывается железо для производства стали. В XIX веке эта деятельность достигла пика с постройкой Западной Сомерсетской железной дороги, включающей уклон в 244 м, построенный для перевозки руды из Уотчета в Эббу-Вейл для переплавки. Основная добыча ископаемых закончилась, когда рудники были выработаны в конце XIX века.
Через холмы проходит Тропа Кольриджа, а также их пересекает Тропа Самаритян.